# 2006年全國體育大會無線電測向比賽
全國第三屆體育大會無線電測向項目由5月24日至5月27日在蘇州石湖公園進行，在為期3天的比賽中共會進行青年女子短距離測向、青年男子短距離測向、女子標準距離測向與男子標準距離測向，4個小項的賽事。

## 獎牌分佈情況

### 青年男子短距離測向
| 獎牌 | 運動員         | 成績（用時）   |
| 金牌 | 龔堅（湖南）   | 20台 (1:04:29) |
| 銀牌 | 傅左呈（浙江） | 20台 (1:09:30) |
| 銅牌 | 丁晨（浙江）   | 20台 (1:09:33) |

### 青年女子短距離測向
| 獎牌 | 運動員         | 成績（用時）   |
| 金牌 | 肖媛媛（福建） | 16台 (1:18:53) |
| 銀牌 | 李娟（山西）   | 15台 (1:31:13) |
| 銅牌 | 王筆（湖南）   | 14台 (1:29:07) |

### 男子標準距離測向
| 獎牌 | 運動員         | 成績（用時）   |
| 金牌 | 肖國欣（江蘇） | 10台 (2:25:13) |
| 銀牌 | 張星輝（山西） | 10台 (2:26:57) |
| 銅牌 | 李如鵬（甘肅） | 10台 (2:45:09) |

### 女子標準距離測向
| 獎牌 | 運動員         | 成績（用時）  |
| 金牌 | 楊春香（甘肅） | 8台 (2:19:49) |
| 銀牌 | 賀開苿（四川） | 8台 (2:21:12) |
| 銅牌 | 李曉霞（山東） | 8台 (2:39:45) |